# Александер Камерон Сім
Александер Камерон Сім (англ. Alexander Cameron Sim, 28 серпня 1840 — 28 листопада 1900) — шотландський фармацевт і бізнесмен. Знаний завдяки діяльності в поселенні чужоземців у Кобе в другій половині 19 століття.

## Життєпис
Александер Камерон Сім народився 28 серпня 1840 року в селі Аберлор у Шотландії. Замолоду переїхав до Лондона. 1862 року влаштувався фармацевтом до Королівського лондонського госпіталю. 1866 року Сіма взяли в урядове закордонне призначення, і наступні три з половиною роки він пропрацював у Королівському військово-морському шпиталі в Гонконзі. Наприкінці 1869 року він вирушив до Японії, де кілька місяців перебував у поселенні чужоземців у Нагасакі, а далі, 1870 року, переїхав до поселення чужоземців у Кобе.
Спочатку в поселенні працював фармацевтом у фірмі Llewellyn & Co., а потім заснував на 18-й ділянці власну фірму Sim & Co, що спеціалізувалася на імпорті та продажу ліків. Приблизно 1884 року Сім почав продавати Рамуне. Згідно з книжкою «Історія розвитку японської промисловості холодних напоїв», «компанія Sim & Co. в Кобе була, ймовірно, першою, що випустила Рамуне в Японії» (існують записи, що в Нагасакі ще раніше виробляли і продавали Рамуне, але тоді він ще не був такий поширений). У той час в Японії була епідемія холери, а газета Йокогама Майніті Сімбун якраз повідомила, що «газовані напої запобігають зараженню холерою», і це сприяло різкому зростанню продажів Рамуне. Це стосується, зокрема, і Сімового Рамуне «№ 18» (від місця розташування Sim & Co.), яке за повідомленнями газети Осака Ніппо «позмітали з полиць».
Сім був завзятим спортсменом і, ще перебуваючи в Гонконгу, брав діяльну участь у змаганнях з легкої атлетики та веслування. Живучи в поселенні чужоземців у Кобе, він не лише брав участь у численних змаганнях і турнірах, а й став ініціатором та одним із творців Клубу регати та спорту Кобе (КРСК), заснованого 23 вересня 1870 року. КРСК не лише вів спортивну діяльність, а й проводив різноманітні соціальні заходи. Клуб існує й донині, навіть після повернення поселення Японії.
Сім служив командиром добровільної пожежної бригади, яку організували були самі мешканці поселення. Він часто піднімався на каланчу, розташовану в парку біля його дому, й стежив звідти за навколишньою місциною. Щоб бути завжди напоготові, навіть лягаючи спати, він клав біля ліжка свій протипожежний костюм, шолом і сокиру. Як повідомляють, мало яке гасіння пожежі обходилося без його участі. Коли під час повернення поселення Японії пожежна бригада перейшла на баланс міста Кобе як звичайний пожежний підрозділ, то Сіма призначили його почесним радником і надали право ним командувати.
Сім брав активну участь у волонтерській діяльності. Він надавав усіляку допомогу під час стихійних лих, що відбувалися в різних кутках Японії. Коли 1891 року стався Землетрус Нобі, він наполегливо збирав пожертви, а потім вирушив до району лиха, де роздавав їжу та одяг. Сім і сам пожертвував значну суму грошей на доброчинність, а у відповідь імператор Мейдзі подарував йому чашу для саке. Коли 1896 року стався землетрус у Санріку, він зібрав пожертви й вирушив на місце події для надання допомоги.
Сім працював заступником голови муніципальної ради поселення чужоземців у Кобе. На церемонії повернення поселення Японії, що відбулася 17 липня 1899 року, він був присутній від імені хворого тоді голови ради, і підписав відповідні документи.
Сім помер 28 листопада 1900 року внаслідок черевного тифу. 1901 року в парку Найґайдзін (нині Хіґасі Юенті) на його честь встановлено пам'ятник.